# Normalfordeling
Normalfordelingen er en af de vigtigste sandsynlighedsfordelinger og benævnes også Gaussfordelingen. Den er kontinuert og kan principielt omfatte alle reelle tal. Den er symmetrisk omkring middelværdien. Normalfordelingen kan entydigt bestemmes ved observationssættets middelværdi (μ) og spredning (σ).
På grund af symmetrien gælder:
- En spredning på hver side af middelværdien indeholder ca. 68 procent af observationerne.
- To spredninger på hver side af middelværdien indeholder ca. 95 procent af observationerne.

## Praktiske eksempler på normalfordeling
Normalfordelingen bruges som en "model" af hvordan et stort antal statistiske elementer fordeler sig omkring deres gennemsnit. Hvis man for eksempel måler højden eller vægten af hver enkelt person i en stor, ensartet gruppe af mennesker, vil de fleste ligge omkring et vist gennemsnit, mens meget store eller små personer er mere sjældne.

### Kurven topper ved gennemsnittet
Tegner man resultaterne ind i en graf, med højde eller vægt hen ad den vandrette x- eller abscisse-akse og f.eks. procent op ad den lodrette y- eller ordinat-akse, får grafen den karakteristiske klokkeformede facon, der kan være mere eller mindre fladtrykt eller sammenpresset, svarende til dem der er vist her til højre: Toppunktet ligger ved hele gruppens gennemsnit, markeret på den vandrette akse, og "bulen" omkring toppunktet svarer til det flertal af de målte personer der ligger tæt på gennemsnittet. På begge sider af dette store midterfelt af "gennemsnitsfolk" falder kurven, som tegn på at jo længere væk man kommer fra gennemsnittet, jo sjældnere støder man på folk med sådan en højde eller vægt. Disse dele af kurven omtaler matematikere ofte som haler (ental: en hale).

### Standardafvigelsen afgør kurvens facon
Et andet eksempel på normalfordeling er en fabrik, hvor en maskine fylder en vare i pakker med 1 kilogram ad gangen: Hvis maskinen er nogenlunde præcis, vil alle pakker indeholde tæt ved 1 kg; det sker næsten aldrig at en pakke indeholder et gram eller mere for meget eller for lidt.

Kontrolvejer man indholdet af et stort antal af disse pakker, vil resultaterne ligne den røde graf i illustrationen: Næsten alle pakker ligger indenfor plus/minus ét gram fra det tilsigtede kilogram, og kun yderst sjældent finder man en pakke der snyder enten kunden eller fabrikken for mere end et gram.
I eksemplet med menneskers højde eller vægt vil resultaterne i sagens natur være mere spredt; deres fordelingskurve vil mere ligne den grønne eller blå graf på illustrationen. Rent matematisk kan man beregne den såkaldte standardafvigelse σ ud fra de tal man har målt sig til, og tallet σ fastlægger "faconen" på kurven (smal med høj spids, eller bred, "flad" og med et lavt toppunkt).

### Anvendelse
Ved hjælp af gennemsnittet og standardafvigelsen, f.eks. fra en stikprøve af nogle af pakkerne fra fabrikken, kan man altså regne sig frem til en kurve, der siger noget om, hvor ofte man må forvente, at fabrikkens pakkemetode kommer til at veje for meget eller for lidt af. Hvis nu fabrikanten vælger at yde en garanti for kunder har fået en pakke hvor der "mangler" mere end f.eks. et gram, kan man bruge normalfordelingsmodellen til at regne ud, hvor ofte en kundeklage vil falde ind under garantien.

## Beregning
Normalfordelingens tæthedsfunktionen for det simpleste tilfælde er
{\displaystyle f(x)={\frac {1}{\sqrt {2\pi }}}\exp \left(-{\frac {x^{2}}{2}}\right)}
Mere generelt kan normalfordelingen anses som en familie af fordelinger, der udelukkende adskiller sig fra hinanden ved en positionsparameter (μ) og en skalaparameter (σ > 0)
{\displaystyle f(x)={\frac {1}{\sqrt {2\pi \sigma ^{2}}}}\exp \left(-{\frac {(x-\mu )^{2}}{2\sigma ^{2}}}\right)}
Tæthedsfunktionen for normalfordelingen kaldes også for klokkekurven.

## Teoretisk betydning
Hvad normalt er der ved normalfordelingen? Teoretisk adskiller normalfordelingen sig fra andre sandsynlighedsfordelinger ved sin rolle i den centrale grænseværdisætning. Meget populært udtrykt siger denne sætning, at en størrelse, der fremkommer som resultatet af mange små tilfældige uafhængige bidrag, vil være (tilnærmelsesvis) normalfordelt. Dette giver en teoretisk "begrundelse" for, hvorfor netop denne fordeling ofte er brugbar i praktiske anvendelser.

## Normalfordelingspapir
Der findes en type funktionspapir ved navn normalfordelingspapir. Det specielle ved normalfordelingspapir er, at normalfordelingens tæthedsfunktion danner en ret linje, når den stokastiske variabel eller et grupperet observationssæt plottes ind på normalfordelingspapiret.

## Bog
- Hebsgaard, Thomas m.fl. (1989): Matematik Grundbog 2. Forlaget Trip, Vejle. ISBN 87-88049-13-2 s. 136-148